# Espinasse, Cantal

Espinasse este o comună în departamentul Cantal, Franța. În 1 ianuarie 2022 avea o populație de 79 de locuitori.